# Kalimpong
Kalimpong (en bengalí: কালিম্পং) es una ciudad de la India, localizada en el distrito de Kalimpong, estado de Bengala Occidental.

## Geografía
Kalimpong se encuentra a una altitud de 1 250 m s. n. m. a 668 km de la capital estatal, Calcuta, en la zona horaria UTC+05:30.

## Demografía
Según estimación 2010 contaba con una población de 49 403 habitantes.